# Agratala
Agratala je grad u Indiji, glavni grad indijske savezne države Tripura. Grad se nalazi na rijeci Haora udaljen svega 2 km od granice s Bangladešom. Prema popisu iz 2004. grad ima 367,822 stanovnika.
U gradu se nalaze brojne crkve, hramovi i palače, uključujući i palaču Ujjayanta.